# كنيسة القديس سيرافيم ساروف (روستوف-نا-دونو)
كنيسة القديس سيرافيم ساروف (بالروسية: Храм Преподобного Серафима Саровского)، هي كنيسة روسية أرثوذكسية تقع في روستوف-نا-دونو، روستوف أوبلاست، روسيا، تم تشييدها سنة 1911.

## تاريخ

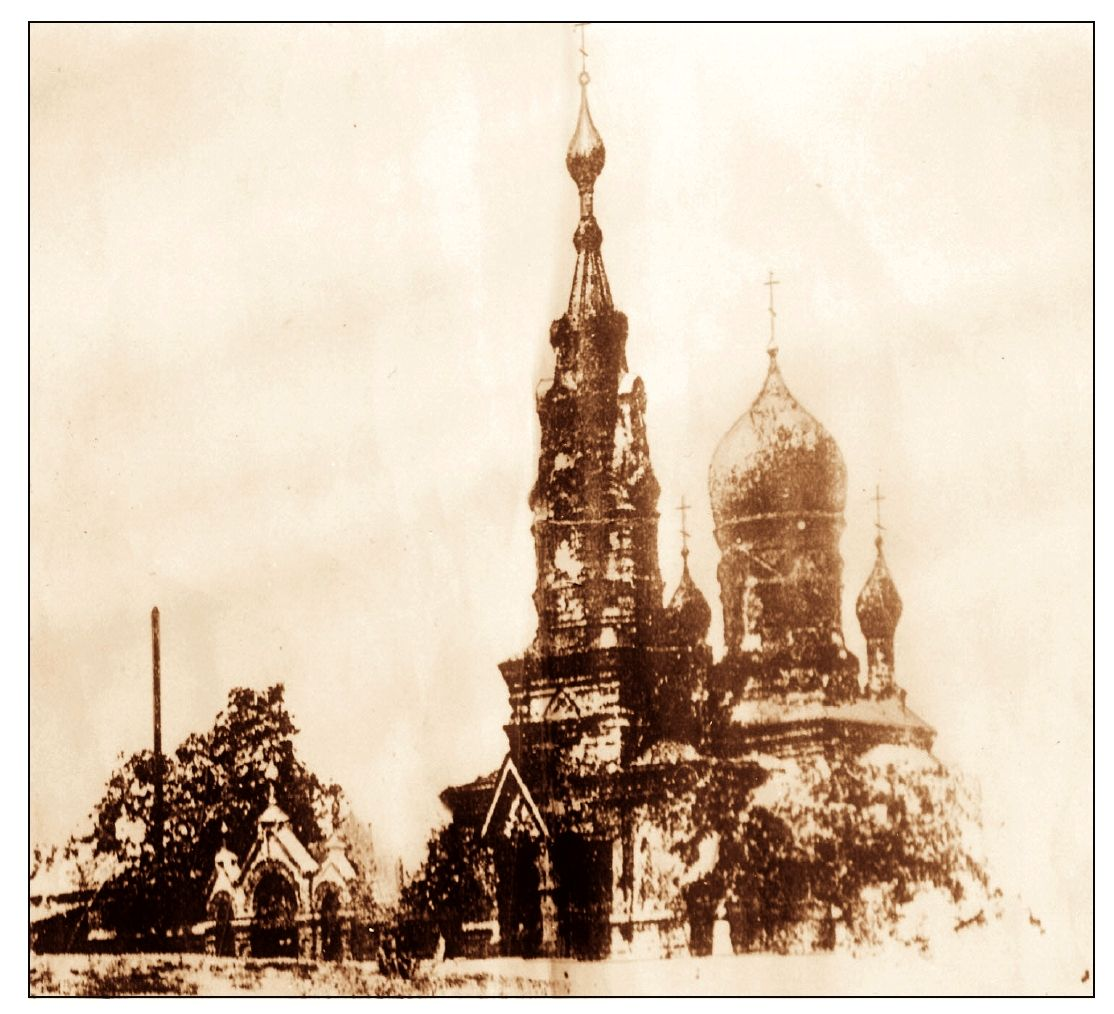
كنيسة القديس سيرافيم ساروف قبل الثورة الروسية عام 1917

في عام 1922، تحت ذريعة مساعدة الجوعى في روسيا السوفياتية، تمت مصادرة آثار من الفضة والذهب من كنيسة القديس سيرافيم. تم إغلاق الكنيسة في عام 1937، ولكن تم تجديد الخدمات الإلهية في عام 1942 واستمرت حتى عام 1956.
في عام 1995، بدأت أعمال إعادة الإعمار في الكنيسة. في 14 سبتمبر 2004، تم تكريس الكنيسة مرة أخرى من قبل أسقف روستوف ونوفوشركاسك بانتيليمون (Novocherkassk Panteleimon).